# Ryosuke Kijima
Ryosuke Kijima (木島 良輔, Kijima Ryosuke) est un footballeur japonais né le 29 mai 1979. Il est attaquant.

## Biographie
Ryosuke Kijima dispute un total de 64 matchs en 1re division japonaise avec les clubs du Yokohama F. Marinos et de l'Oita Trinita.
Il remporte une Coupe de la Ligue avec le Yokohama F. Marinos.

## Vie personnelle
Ryosuke Kijima a un frère cadet nommé Tetsuya Kijima, qui est également footballeur. Les deux frères ont partagé une passion pour le football dès leur plus jeune âge et ont tous deux poursuivi des carrières professionnelles dans ce sport.

## Palmarès
- Vainqueur de la Coupe de la Ligue japonaise en 2001 avec le Yokohama F. Marinos
- Champion de J-League 2 en 2002 avec l'Oita Trinita